# Стерлігов Ілля Іванович
Ілля Іванович Стерлігов (1870 — не раніше 1920) — голова Тамбовської губернської земської управи (1904—1909), чернігівський губернатор (1913—1915).

## Біографія
З потомствених дворян Рязанської губернії. Землевласник Усманського повіту Тамбовської губернії (придбані 70 десятин, у дружини — 124 десятини).
Закінчив Михайлівський Воронезький кадетський корпус (1888) та 2-е військове Костянтинівське училище (1890), звідки випущений був підпоручиком у 7-й гренадерський Самогітський полк. Отримав звання поручника 15 квітня 1894.
14 березня 1895 вийшов у запас армійської піхоти по Усманскому повіту.
З 1898 обирався членом Усманської повітової земської управи і гласним Тамбовського губернського земського зборів.
2 листопада 1901 обраний головою Усманської повітової земської управи, а в 1904 — головою губернської земської управи, будучи представником правих землевласників.
19 січня 1909 призначений харківським віце-губернатором.
14 січня 1913 призначений виправляє посаду чернігівського губернатора, а 6 грудня того ж року затверджений на посаді.
У 1915 призначений люблінським губернатором, на якій посаді залишався до Лютневої революції. Переведений у справжні статські радники 30 липня 1915.
У Громадянську війну в Росії — у Збройних силах Півдня Росії, у 1920 евакуювався з Одеси до Салонік на кораблі «Ріо-Пардо».
На травень 1920 — в Югославії. Подальша доля невідома.
Був одружений із Марією Федорівною Сніжковою.

## Нагороди
- Орден Святої Анни 3 ст. (1903)
- Орден Святого Станіслава 2 ст. (1907)
- Орден Святого Володимира 4 ст. (1908)
- відзнака за праці із землеустрою.

Іноземні:
- бухарський Орден Золотої зірки 2 ст.